# Leopoldo Batres
Leopoldo Batres (Mexico, 1852-1926), administrateur militaire mexicain ayant reçu en France une formation d’anthropologie, fut le principal archéologue officiel du Porfiriat (1876-1911). Il fut inspecteur général des monuments archéologiques de 1885 à 1911 et entreprit de nombreuses fouilles. Il est particulièrement connu pour ses travaux à Teotihuacan (1905-1910) en vue des célébrations de l’anniversaire de l’indépendance, à l'occasion desquelles le site devait être présenté comme « la capitale archéologique de l’Amérique ». Malgré un réel effort d’aménagement comprenant la création du premier musée mexicain in situ, la reconstitution de la Pyramide du Soleil qu’il effectua à cette occasion fut et reste critiquée. De tempérament impérieux et farouchement nationaliste, il entra souvent en conflit avec ses collègues mexicains et étrangers et fut écarté après la chute de Porfirio Diaz (1911). 

## Famille
Né dans une famille aisée tirant ses revenus de la fonction publique, de ses propriétés et du commerce, il grandit au cœur de la cité de Mexico, où son grand-père Antonio Batres possède un cabinet d’antiquités et de curiosités, et où il peut visiter avec lui le Museo Nacional, futur musée National d’Anthropologie. Son père, Salvador Batres Arturo (1876), de mère irlandaise, a étudié chez les Jésuites en France et voyage souvent en Europe, en général sans sa famille semble-t-il, mais Leopoldo y effectue au moins un séjour. Sa mère, Francisca Huerta (1879), plutôt libérale et patriote, tient à Mexico un salon bien fréquenté. Il perd en 1879 son seul frère, un ingénieur. En 1881, il épouse Josepha Castaneda y Najera dont il a un fils, Salvador, qui l’accompagnera sur ses fouilles comme assistant et directeur de chantier,.

## Carrière

### Débuts
Il obtient son premier poste dans les douanes en 1872 grâce aux relations familiales, et accède au grade de capitaine auxiliaire de cavalerie en 1876 alors qu’il est en poste au port de la Magdalena, Baja California. Il ne participera pas au combat mais enseignera un temps la géographie à l’École militaire ; il appuie la création d’un musée consacré aux armes, qui verra le jour en 1895 mais ne vivra qu’une dizaine d’années. De 1881 à 1883, il obtient un congé et se rend en France où il suit des cours anthropologie au musée du Trocadéro avec E.Hamy, A. Quatrefages et P. Topinard, et rencontre Désiré Charnay, explorateur du Mexique. À son retour, on le retrouve collectionneur et vendeur d’antiquités, déplorant que les institutions étrangères soient plus intéressées que le Museo Nacional ; il ouvrira en 1885 un « musée privé » où il traite aussi ses affaires, comme celui ouvert en 1884 par l’antiquaire E. Boban avec qui il a des contacts. En 1884, il bénéficie d’un congé de deux mois et se rend à New York et à Paris, ainsi qu’à la Nouvelle Orléans où a lieu tous les ans une exposition internationale.

### Inspecteur des monuments archéologiques
En 1884, il est muté au Museo Nacional, tout d’abord comme simple assistant, mais préférant le travail de terrain, il obtient en décembre 1885 un poste d’inspecteur et conservateur des monuments historiques qu’il gardera jusqu’en 1911, disposant d’un local de travail au musée jusqu’en 1888. Il a le droit de requérir la coopération des gouverneurs et administrateurs locaux pour la gestion des sites et doit être tenu au courant des achats du musée. C’est le début d’un système double conflictuel car les prérogatives des directeurs du Museo Nacional et de l’inspecteur des monuments se recouvrent souvent. Bien que l’inspectorat soit officiellement rattaché au musée, leurs budgets seront de fait séparés et concurrents. Quoique Batres soit officiellement inspecteur des monuments, Francisco del Paso y Troncoso, directeur nommé en 1889, se voit attribuer la responsabilité des fouilles dans l’État de Veracruz dont il est originaire. Porfirio Diaz aimait en effet contrebalancer les pouvoirs.
Dans le cadre de son travail à l’intérieur du musée, il entame la classification des pièces anthropologiques, qu’il estime essentielles à la compréhension de l’archéologie. Il distingue diverses origines ethniques dans les pièces systématiquement attribuées jusque-là aux Aztèques. Il appuie la séparation des collections historiques, archéologiques et paléontologiques. Les deux premières prendront de plus en plus d’importance car le régime porfirien considère l’histoire comme un moyen d’éducation morale et patriotique. En 1908, les sections histoire et sciences seront officiellement séparées.
Sur le terrain, il tente de créer un réseau de protecteurs officiels des sites pour mettre fin au réemploi des matériaux des constructions archéologiques. Le budget ne prévoit pas la rémunération de cette tâche, qui est donc confiée avec un bonheur inégal à des personnalités locales. Ces dernières doivent aussi avoir à l’œil les explorateurs ou scientifiques étrangers attirés par ce qui est désormais officiellement considéré comme un patrimoine national à protéger. Une législation a en effet été mise en place à partir de 1880 à la suite, entre autres, des fouilles du Français Charnay. Batres refuse d’ailleurs fermement la demande de Hamy pour que soient envoyées à Paris les caisses laissées par Charnay en 1880 à Tenenepanco. Il répond aussi négativement à une proposition de fouilles qui seraient réalisées aux frais de la France, contre le droit de cette dernière à un tiers des trouvailles. Averti par Hamy du retour de Charnay, de concert avec le législateur Vallarda, Batres demande un renforcement d’urgence des lois en vigueur. Mais sa proposition est jugée préjudiciable aux droits des propriétaires terriens et la législation ne sera renforcée qu’en 1895. Durant toute sa carrière, il s’opposera le plus souvent aux fouilles des chercheurs étrangers – bien qu’il ne soit pas toujours tenu compte de son avis. Il fait aussi campagne contre le trafic des fausses antiquités, bien qu’il ait lui-même été mis en cause par la rumeur dans la vente de faux crânes de cristal. Batres a également pour fonctions de servir de guide aux visiteurs éminents locaux et étrangers auxquels il vante le potentiel de l’archéologie mexicaine, et de les persuader de participer au financement des travaux.

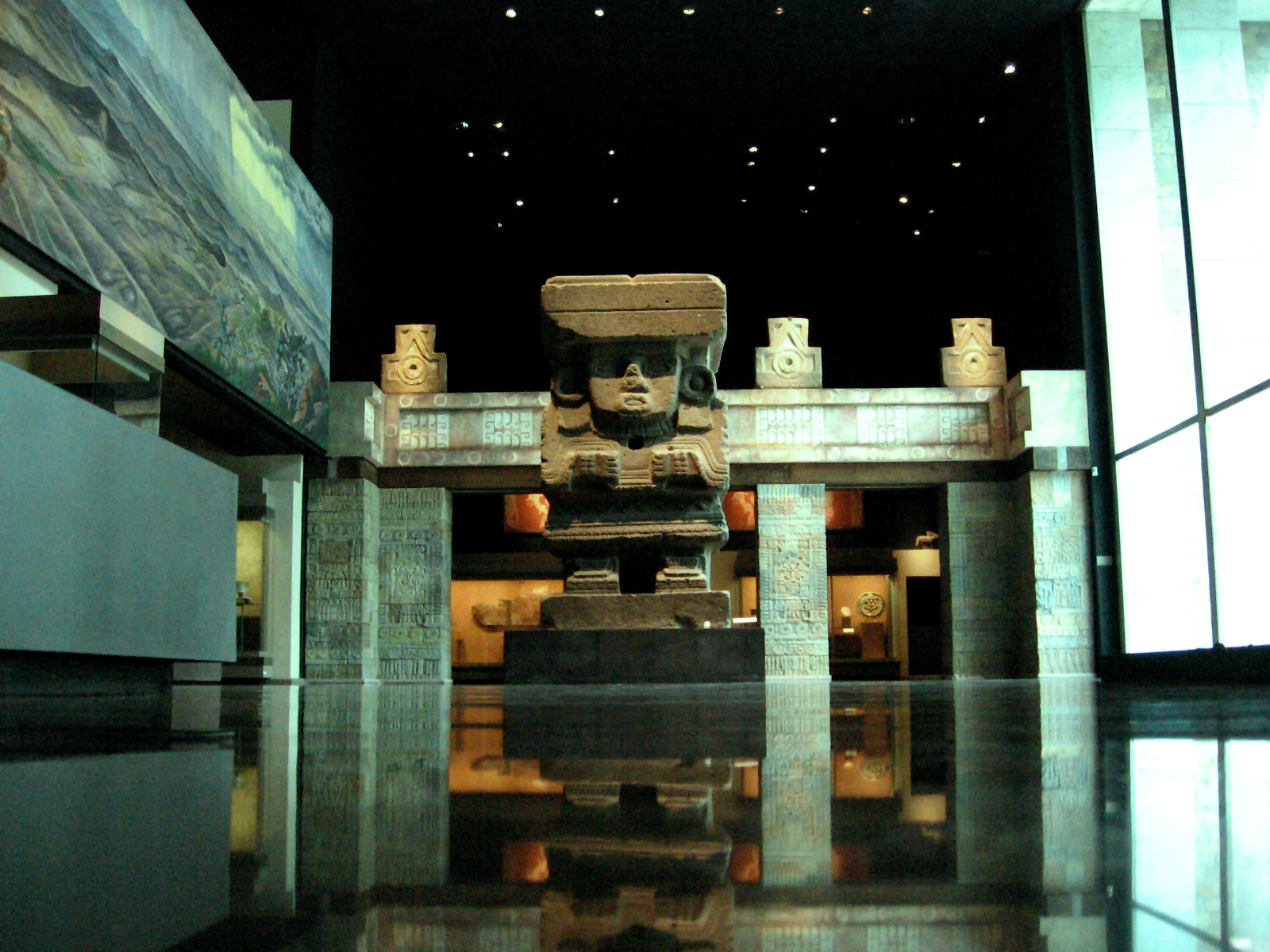
Chalchiuhtlicue de Teotihuacan, transportée au Museo Nacional par les soins de Batres – Musée National d’Anthropologie

Il publiera tout au long de sa carrière de nombreux articles et rapports de fouilles assortis de photos, et commandera des reproductions picturales ou sculpturales à des professionnels compétents.
En octobre 1887, il est envoyé en Europe pour une tournée d’observation des musées espagnols, français et anglais. Il est nommé à son retour membre de l’Académie de l’Instruction publique, et ne travaillera plus au Museo Nacional après 1888. Il fouille alors de nombreux sites : le centre de Mexico, Monte Albán et Mitla (Oaxaca 1901-02), La Quemada (en) (Zacatecas 1903), Xochicalco (restauration du Temple de Quetzalcóatl en 1910), Morelos, l’Ile des Sacrifices, Veracruz, Teotihuacan entre 1905 et 1910. 
Il est connu également pour avoir fait transférer la Pierre du Soleil (1885, depuis la cathédrale de Mexico) et la déesse des eaux Chalchiuhtlicue (1889, depuis la Pyramide de la Lune) au Museo Nacional de Mexico. Le bien-fondé du transfert de cette dernière fut contesté et donna lieu à une polémique animée dans la presse, l’avocat devenu archéologue A. Chavero prenant la tête de l’opposition. Un article sur ce transfert qu’il publia dans La Nature donna lieu à la fabrication en France de broches, boutons et pommeaux de canne portant le motif de la déesse. 
En 1911, devant l’hostilité que lui manifeste le nouveau gouvernement, il part pour l’Europe et ne revient que sous Venustiano Carranza (1915-1920).

### Autres
En 1895, il est chargé avec d’autres archéologues de renom d’identifier les restes des héros de l’indépendance avant leur inhumation à l’emplacement du futur monument Ángel de la Independencia.
Il dirige la construction de l’arc de triomphe de style précolombien représentant l’État du Yucatan pour les fêtes du centenaire de l’indépendance (1910).
Il établit des cartes archéologiques, dont une de l'ensemble du pays publiée en 1910 pour l’anniversaire de l’indépendance.

### Teotihuacan
Leopoldo Batres commence à explorer et fouiller le site dès les années 1880. En 1884 il découvre le Temple de l’Agriculture et y met au jour entre 1884 et 1886 des peintures murales – une des premières découvertes du genre - qu’il ne réussit pas à faire conserver par manque de moyens. Il les fait néanmoins copier en trois exemplaires par un artiste qualifié ; une des copies sera offerte au musée du Trocadéro. Il est pour cette découverte fait citoyen d’honneur de l’État de Mexico par le gouverneur.
En 1905, il reçoit les pleins pouvoirs pour cinq ans afin de remettre le site en état pour qu’il soit exhibé comme « capitale archéologique d’Amérique » à l’occasion du centenaire de l’indépendance. Porfirio Diaz est convaincu de l’importance des monuments archéologiques pour le prestige national et c’est la première fois qu’un budget important est consacré aux recherches et à la restauration d’un site ; un chemin de fer est même installé pour l’enlèvement des déblais et le transport des matériaux. Batres en fera le premier site mexicain aménagé. Il le délimite par un mur, fait aménager une allée et planter des arbres. Il établit des règles pour la visite, organise des excursions, des visites guidées, et fonde le premier musée mexicain situé sur un site archéologique ; débuté en 1905 et inauguré en 1910, il sera reconstruit en 1963 puis en 1994. Il fait installer à proximité des pyramides des ateliers où les pierres découvertes sont cataloguées, nettoyées et conservées. Cependant, manquant d'une réelle formation archéologique, il commet de grandes erreurs. Estimant que la Pyramide du Soleil est constituée d'une accumulation de couches, il « pèle » l’extérieur pour retrouver une putative structure intérieure plus ancienne. Il  enlève ainsi une part non négligeable du matériau d’origine. Une partie sera tant bien que mal remise en place après réalisation de l’erreur, mais des pierres servant à l’ancrage des plaques et du stuc de surface, invisibles à l’origine, apparaissent désormais en surface. L’apparence du sommet change aussi : alors que l’édifice comprenait à l’origine quatre degrés égaux, il dédouble le dernier et aboutit à cinq degrés. Ce travail est fortement critiqué dès son époque, mais Batres aura néanmoins réussi à assurer la conservation de l’ensemble.
D'autres rumeurs accompagnent l'exploration du site : on dit que Batres aurait tiré sur des agriculteurs vivant dans les environs lorsqu'ils s'opposèrent aux travaux d'excavation. Il s'appropria un terrain sur le site, y bâtit un hôtel et une fabrique de faux objets anciens. Il aurait également fait usage de la dynamite pour dégager certaines zones et détériora certains monuments enfouis. La délimitation du site fut d'ailleurs trop approximative et de multiples plaintes d'expropriation furent déposées.
Concernant la fabrication de fausses reliques, Batres expliqua que cette pratique est commune chez les autochtones. Les frères Barrios étaient connus pour cette pratique, et à la fin du 19e siècle il y avait une mode "néo aztèque" qui mélangeait art aztèque et art nouveau. 

## Principales publications
- Cuadro arqueológico y etnográfico de la República Mexicana (1885),
- Étude sociologique et ethnographique sur les races du Mexique in "Le Trait d’Union", Mexique, (7 articles du 7/9 au 10/11 1884)
- La piedra del agua (1888),
- Excavaciones en la calle de las Escalerillas (1902),
- Exploraciones de Monte Albán (1902),
- Exploraciones en Huexotla, Texcoco (1904)
- El Gavilán, México (1904),
- La lápida arqueológica de Tepatlaxco (1905),
- Teotihuacan (1906)[17]
- Antigüedades Mejicanas Falsificadas: Falsificación y Falsificadores (1909)[18]
- Il prend en 1896 la direction de L’ Écho du Mexique, journal francophone (ancien Trait d’Union)[19].

## Organisations
Il devient membre de la Société d’Anthropologie de Paris le 21 décembre 1882.